# 111号加利福尼亚州州道
111号加利福尼亚州州道（英語：State Route 111；）是美国加利福尼亚州的一条州级公路。該公路以加利西哥爲起始點，於懷特沃特匯入10號州際公路。
111號加利福尼亞州州道是加州高速及快速公路系統的一部分。而位於印第奥市的部分亦屬於國家公路系統。該公路被視爲國家經濟、國防以及交通要道。